# أمدوكال
أمدوكال: مدينة جزائرية
تقع في الجنوب الغربي لولاية باتنة بالجزائر مساحتها تقدر بـ: 25214 هكتار عدد سكانها 11000 نسمة.
وتحديدا تقع بلدية أمدوكال في الجنوب الشرقي لشط الحضنة وسط حوض، محيطة بسلسلة جبال أهمها جبل بوزكرة على ارتفاع 800 م، جبل مشيب على ارتفاع 655 م وجبل الحمار على ارتفاع 700 م، وفي الشمال هضبة تمتد إلى غاية شط أمدوكال الذي غالبا ما يكون مغمورا بالمياه السطحية للأمطار، تبعد عن مقر الولاية باتنة بـ 111 كم، يحدها من الشمال والشرق والغرب بلدية بيطام ومن الجنوب حدود ولاية بسكرة.
صنفت بلدية أمدوكال وعينت كمركز بلدية بكامل المرافق الإدارية أثناء الحقبة الإستعمارية وذلك في سنة 1946، وبعد فيضانات الأمطار التي ضربت البلدية في سنة 1969 التي أدت إلى خسائر كبيرة في الأملاك والبنايات وبعد الزيارة التاريخية لرئيس الجمهورية الراحل هواري بومدين، وبقرار سياسي من السلطات العليا للبلاد انذاك أمر بإنشاء المدينة الجديدة لبلدية أمدوكال.
حيث أنه بعد الاستقلال وفي سنة 1963، تم اعتبار أمدوكال كبلدية رئيسية (Chef Lieu) تضم بلديتين هما أمدوكال وبيطام يتبعان دائرة بريكة ولاية باتنة عمالة قسنطينة، (حسب المرسوم رقم 63-189 المؤرخ في 16 ماي 1963، المتضمن إعادة التظيم الإقليمي بين البلديات، الجريدة الرسمية عدد 35 المؤرخة في 31 ماي 1963، الصفحة 561)، وبعد التقسيم الإداري لسنة 1974، تم فصل بيطام عن أمدوكال وأصبحت بلدية تتبع دائرة بريكة ولاية باتنة، (حسب الأمر 74-69 المؤرخ في 02 يوليو 1974، يتضمن الإصلاح الإقليمي بين الولايات،الجريدة الرسمية عدد 55 المؤرخة في 09 يوليو 1974، الصفحة 752)
تعتبر مدينة أمدوكال لوحة طبيعية رائعة الجمال كانها فسيفساء من الطبيعة الخلابة تتنوع من الكثبان الرملية الصفراء إلى الجبال الشامخة، إلى الغابات والبساتين الممتدة من اطرافها بلونها الأخضر الباهي تشقها مجاري مائية ينبع بعضها طبيعيا من باطن الأرض.
تسمى بوابة الصحراء لوقوعها بين منطقتي الأطلس التلي والأطلس الصحراوي، وهي منطقة حدودية لثلاث ولايات باتنة وبسكرة ومسيلة، وهذا ما يفسر التنوع الثقافي والسياحي للمنطقة.
وتعتبر أمدوكال من أقدم التجمعات العمرانية إذ يعود تاريخ بنائها إلى أكثر من 17 قرن خلت وكلمة أمدوكال كلمة أمازيغية تعني الاصدقاء والاحباب.
حسب مصالح علم الأثار بتيمقاد ولاية باتنة يوجد ببلدية أمدوكال ثلاث مواقع أثرية رومانية على شكل محميات حول المدينة، أما المحمية الأولى توجد شرق البلدية (جبل مشيب)، الثانية توجد جنوب البلدية (النعيمية) والثالثة توجد على بعد 800 م شمال البلدية، ودائما وحسب الكتابات فإن أمدوكال كانت تسمى في العهد الروماني (AQUAVIVA) وتعني الماء الحي، وكانت تربطها طريق بطريق أخرى تؤدي إلى موقع روماني أخر يسمى (ADOUA FLUMINA) يوجد بالقرب من مدينة عين التوتة. ونظرا لأهمية التاريخ فإن القيام بأشغال الحفريات بات ضروري لإظهار هذه المعالم التاريخية وحمايتها.
تقسم بلدية أمدوكال إلى قسمين هي المدينة الجديدة التي جاء ذكرها سابقا، والقرية القديمة بطرازها المعماري الإسلامي القديم ومساجدها وبناياتها الأثرية القديمة التي تتوسط واحتها الجميلة وفي هذا الصدد يمكن الإشارة إلى ضرورة تدخل الجهات المعنية لغرض صيانتها وإعادة ترميمها وحمايتها والحفاظ عليها كمعلم تاريخي وسياحي.
ويقال عن أمدوكال أنها تجمع قديم للحواريين، أي منطقة عرفت قديما بالرهبان المسيحيين، فتعتبر أمدوكال حسب العالم الجغرافي والرحالة الكبير الادريسي من أقدم تجمعات المسيحيين (الحواريين) أو كما يسمون الرهبان، وهذا في شمال أفريقيا، ومنطقة البربر بصفة خاصة.
سكان البلدية الأصليين هاجروا خارج البلدية خاصة إلى الجزائر العاصمة وذلك منذ زمن بعيد خاصة في عهد الإستعمار الغاشم وما سببه للأهالي من ظلم وحرمان مما أدى إلى هجرة كبير نحو المدن الكبرى هربا من ظلم الإستعمار وبحثا عن القوت والشغل، كما أن هناك عوامل أخرى أدت إلى هذه الهجرة الكبيرة أهمها الدراسة وطلب العلم وبعض المتطلبات الضرورية الأخرى التي لم تكن تتوفر لدى القرى الصغيرة أنذاك.
و تعتبر أمدوكال من أهم المناطق الثورية حيث انطلقت العلاقات الثورية شهر أوت عام 1955 من طرف قيادة الولاية الاوالى وبعدها أصبحت تنتمي إلى الولاية السادسة، المنطقة الرابعة، الناحية الخامسة، القطاع 71، وقدمت عدد كبير من الشهداء الأبطال رحمهم الله، حيث سجل أبناء هذه البلدة تاريخا عريقا إبان الثورة فقدمت بلدية أمدوكال الصغيرة مايزيد عن 187 شهيد كما وقعت بها أكثر من 30عملية حربية جريئة.
وأكثر ما يشهد به لـ أمدوكال هو عدم وجود أي عميل (حركي) لفرنسا ابان الثورة التحريرية المباركة في أمدوكال، وكذا عدم انضمام أي شاب من أمدوكال مع الجماعات المسلحة أو سقوط أي ضحية في إقليم بلدبة أمدوكال أثناء العشرية السوداء التي مرت بها الجزائر.
وقد اقيم أول احتفال وطني بالاستقلال في أمدوكال وذلك يوم 13 افريل 1962 تحت اشراف قادة الولاية السادسة.

## معالم المدينة
توجد في أمدوكال ثلاثة مساجد عريقة:
- جامع الجمعة (المسجد العتيق) وبه مدرسة قرآنية، يعود تاريخ بنائه إلى القرن السادس الهجري.
- مسجد سيدي محمد الحاج
- مسجد سيدي عمر

وبها أيضا العديد من زوايا تعليم القران:
- زاوية سيدي عبد الحفيظ
- زاوية سيدي لمقلاتي
- زاوية سيدي على بن عيسى
- زاوية سيدي عطاء الله

و أمدوكال واحة بها أكثر من 80 الف نخلة متععدة الأنواع، وحوالي 400 الف شجرة مثمرة (زيتون ورمان وتين ومشمش...)وقد تحصلت على جائزة احسن بستان عام 1914 م.
وتمتلك أمدوكال عدة عيون معدنية استشفائية منها:
- راس العين
- عين السائق
- عين سيدي إبراهيم
- المحبس

وبعض الاودية: واد النعيمية وواد الزاوش.

## المنشآت الموجودة
- 03 مدارس ابتدائية وبها مطاعم مدرسية
- 01 إكمالية للتعليم المتوسط.
- 01 ثانوية.
- 01 ملحقة للتكوين المهني (بها فرع واحد يتعلق بتعليم الفتيات فن الخياطة).
- 01 منشأة شبانية.
- 01 مكتبة.
- 01 عيادة صحية.
- 01 قاعة للعلاج.
- 01 مقر للبريد.
- 01 دار لصيانة الطرقات.

## شخصيات المدينة
- محمد ثاري
- أحمد عروة
- عثمان عريوات
- مصطفى كويسي

## الاتصالات
- رقم الفاكس للبلدية 033897465
- الموزع الهاتفي للبلدية 033897070
- مكتب رئيس المجلس الشعبي البلدي رقم الهاتف 033897200
- مكتب الأمين العام للبلديــــة رقم الهاتف 033897465

## صور المدينة

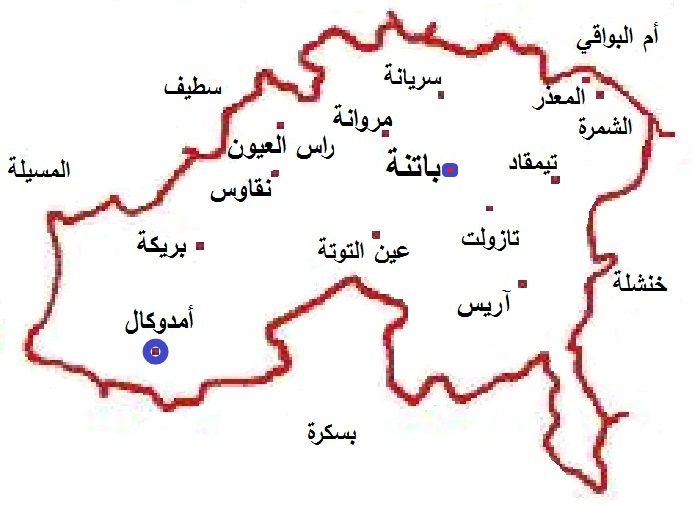
موقع أمدوكال في ولاية باتنة
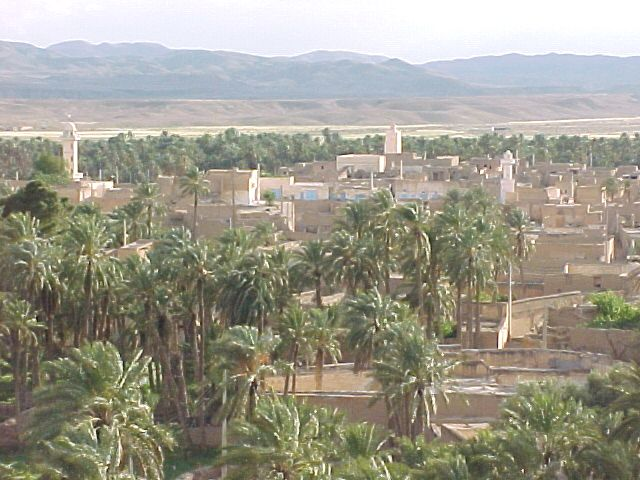
المدينة العتيقة أمدوكال
جامع سيدي عمر
المطهرة
السانية
سقيفة الحجاج

## وصلات خارجية
- الموقع الرسمي لولاية باتنة "التعريف ببلدية أمدوكال"